# Lista de programas transmitidos pelo Cartoon Network

Logotipo atual do Cartoon Network, introduzido em 2010.

Esta é uma lista de programas de televisão atualmente ou anteriormente transmitidos pela Cartoon Network nos Estados Unidos. A rede foi lançada em 1 de outubro de 1992, e vai ao ar, principalmente programação animada, que vão desde curtas para comédias de animação.

## Atual

### Séries animadas originais
| Título             | Data de exibição        | Atual temporada | Nota(s) |
| ------------------ | ----------------------- | --------------- | ------- |
| Apple & Onion      | 22 de fevereiro de 2018 | 2               |         |
| Craig of the Creek | 30 de março de 2018     | 4               |         |

### Reprises de programação terminados
| Título            | Data                 | Nota(s) |
| ----------------- | -------------------- | ------- |
| Baby Looney Tunes | 2006–2010; 2015–2017 | [ 1 ]   |
| Tom and Jerry     | 1992–2018            | [ 1 ]   |

### Séries adquiridas
| Título                             | Data de exibição      | Atual temporada | Nota(s) |
| ---------------------------------- | --------------------- | --------------- | ------- |
| Teen Titans Go!                    | 23 de abril de 2013   | 5               |         |
| Unikitty!                          | 30 de outubro de 2017 | 3               |         |
| Lego Ninjago: Masters of Spinjitzu | 2 de dezembro de 2011 | 6               |         |

## Ex-programação

### Séries animadas originais
- The Moxy Show (5 de dezembro de 1993–25 de dezembro de 1995)
- Space Ghost Coast to Coast (1994–2001)

1995-1996
- What a Cartoon! Show (1995–1999)
- Dexter's Laboratory (28 de abril de 1996- 20 de novembro de 2003)

1997 ou 1998
- Johnny Bravo (1997-2004)
- Cow and Chicken (1997-1999)
- I Am Weasel (1999-2000)

1998 ou 1999
- The Powerpuff Girls (18 de novembro de 1998-25 de marco de 2005)
- Ed, Edd n Eddy (4 Janeiro 1999-8 de novembro de 2009)

1999 ou 2000
- Mike, Lu & Og (1999–2001)
- Courage the Cowardly Dog (1999-2002)

2000 ou 2001
- Sheep in the Big City (2000–2002)

2001-2002
- Grim & Evil (2001-2004)
- Whatever Happened to Robot Jones? (2002–2003)

2002 ou 2003
- Codename: Kids Next Door(6 Dezembro de 2002-21 de janeiro de 2008)
- The Grim Adventures of Billy & Mandy (13 de junho de 2003-12 de outubro de 2008)
- Evil Con Carne (2003-2004)

2003 ou 2004
- Star Wars: Clone Wars (2003–2005)
- Megas XLR (mayo 2004- 2005
- Foster's Home for Imaginary Friends (13 de agosto de 2004-3 de maio de 2009)

2004 ou 2005
- Hi Hi Puffy AmiYumi (17 de novembro de 2004–4 de agosto de 2006)
- The Life and Times of Juniper Lee (2005–fevereiro 2007)
- Camp Lazlo (7 de julho 2005-2008)

2005 ou 2006
- Sunday Pants (2005- July 9, 2008)
- My Gym Partner's a Monkey (26 de dezembro de 2005-2008)
- Ben 10 (28 de dezembro de 2005-11 de abril de 2008)
- Squirrel Boy (2006–August 5, 2008)

2006 ou 2007
- Class of 3000 (2006-August 3, 2008)

2007 ou 2008
- Chowder (2 de novembro de 2007-3 de abril de 2010)
- Transformers Animated (2007–2009)
- Johnny Test (2008–2014)
- Ben 10: Alien Force (2008–8 de abril de 2010)
- The Marvelous Misadventures of Flapjack (5 de junho de 2008-2010)

2008 ou 2009
- The Secret Saturdays (2008-2010)
- Wedgies (2008-2009)
- Ben 10: Ultimate Alien (2010–2012)
- Tower Prep (2010)
- The Cartoonstitute (2010)
- Generator Rex (2010–2013)
- Regular Show (2010-2017)
- Sym-Bionic Titan (2010–2011)

2010 ou 2011
- Robotomy (2010-2011)
- The Problem Solverz (2011-2012)
- August 2011-August 2013
- Secret Mountain Fort Awesome (2011-2012)

2011-2012
- Ben 10: Omniverse (2012-2014)
- Dragons: Riders of Berk (2012–2014)

September 2013
- Uncle Grandpa (2013-2017)

2014 ou 2015
- Over the Garden Wall (2014)
- Mixels (2014-2018?)
- Long Live the Royals (2015-2018)
- Mighty Magiswords (2016-2019)
- Clarence (2014-2018)
- Adventure Time (2010-2018)
- The Amazing World of Gumball (2011-2019)
- OK K.O.! Let's Be Heroes (2017-2019)
- We Bare Bears (2015-2019)
- The Powerpuff Girls (2016-2019)

#### Séries de live-action
- Big Bag (1996-March 27, 2008)
- Out of Jimmy's Head (2007–Febuary 8, 2008)
- BrainRush (2009)
- Bobb'e Says  (2009)
- Destroy Build Destroy (2009–2012)
- The Othersiders (2009)
- Dude, What Would Happen (2009–2012)
- Run It Back (2010–2011)
- 2012 or 2010
- Tower Prep (2010)
- Level Up (2012-2013)
- The High Fructose Adventures of Annoying Orange (2012-2014)
- Incredible Crew (2013)

#### Séries europeias
- The Cramp Twins (2002–January 27, 2008)
- Robotboy  (2005–September 6, 2011)
- Fantastic Four: World's Greatest Heroes (2006-June 24, 2008)
- Chop Socky Chooks (2008-Febuary 4, 2012)
- Hero: 108 (2010–2014)

#### Séries canadenses
- Storm Hawks (2007-2008)
- George of the Jungle (2007) (2007-2008)

#### Séries adquiridas
| Título             | Data de exibição | Nota(s) |
| ------------------ | ---------------- | ------- |
| Summer Camp Island | 2018             |         |
| Infinity Train     | 2019             |         |
| Tig n' Seek        | 2020             |         |
| The Fungies!       | 2020             |         |
| Mega Power         | 2031             |         |